# Горничная (фильм, 2025)
«Горничная» (англ. The Housemaid) — будущий американский триллер режиссёра Пола Фига. Главные роли исполнили Сидни Суини, Аманда Сейфрид и Микеле Морроне. В основе сценария фильма, написанного Ребеккой Сонненшайн, роман Фриды Макфадден.

## Сюжет
Милли (Суини) пытается начать новую жизнь и устраивается на работу горничной у Нины (Сейфрид) и Эндрю (Скленар), богатой семейной пары. Вскоре она узнаёт, что секреты семьи гораздо опаснее, чем её собственные.

## В ролях
- Сидни Суини — Милли
- Аманда Сейфрид — Нина Винчестер
- Брэндон Скленар — Эндрю Винчестер
- Микеле Морроне — Энцо

## Производство
Режиссёром фильма стал Пол Фейг, продюсером — Тодд Либерман от компании Hidden Pictures. Фиг и Лора Фишер также являются продюсерами. Фильм является экранизацией романа Фриды Макфадден, автором сценария стала Ребекка Сонненшайн. В октябре 2024 года в актёрский состав вошли Сидни Суини и Аманда Сейфрид, которые также стали исполнительными продюсерами вместе с Макфадден и Алексом Янгом.
Основные съёмки начались 3 января 2025 года в Нью-Джерси и завершались 14 февраля.
Премьера фильма в США запланирована на 25 декабря 2025 года.